# Église Sainte-Geneviève de Blanzy-lès-Fismes
L'église Sainte-Geneviève est une église située à Blanzy-lès-Fismes, en France.

## Localisation
L'église est située sur la commune de Blanzy-lès-Fismes, dans le département de l'Aisne.

## Historique
Le monument est classé au titre des monuments historiques en 1921.